# Sköldinge (äpple)

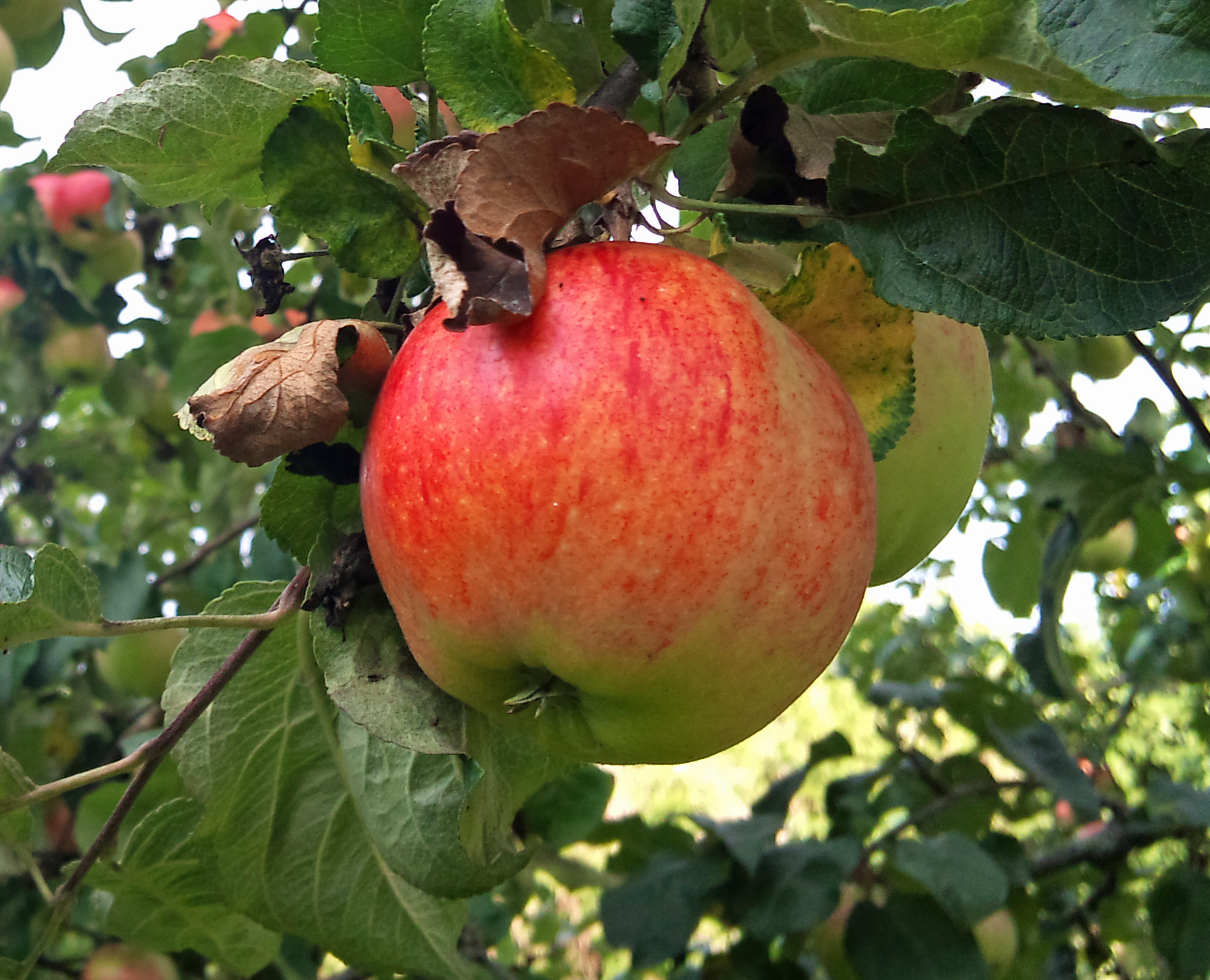
Sköldinge på Julita gård.

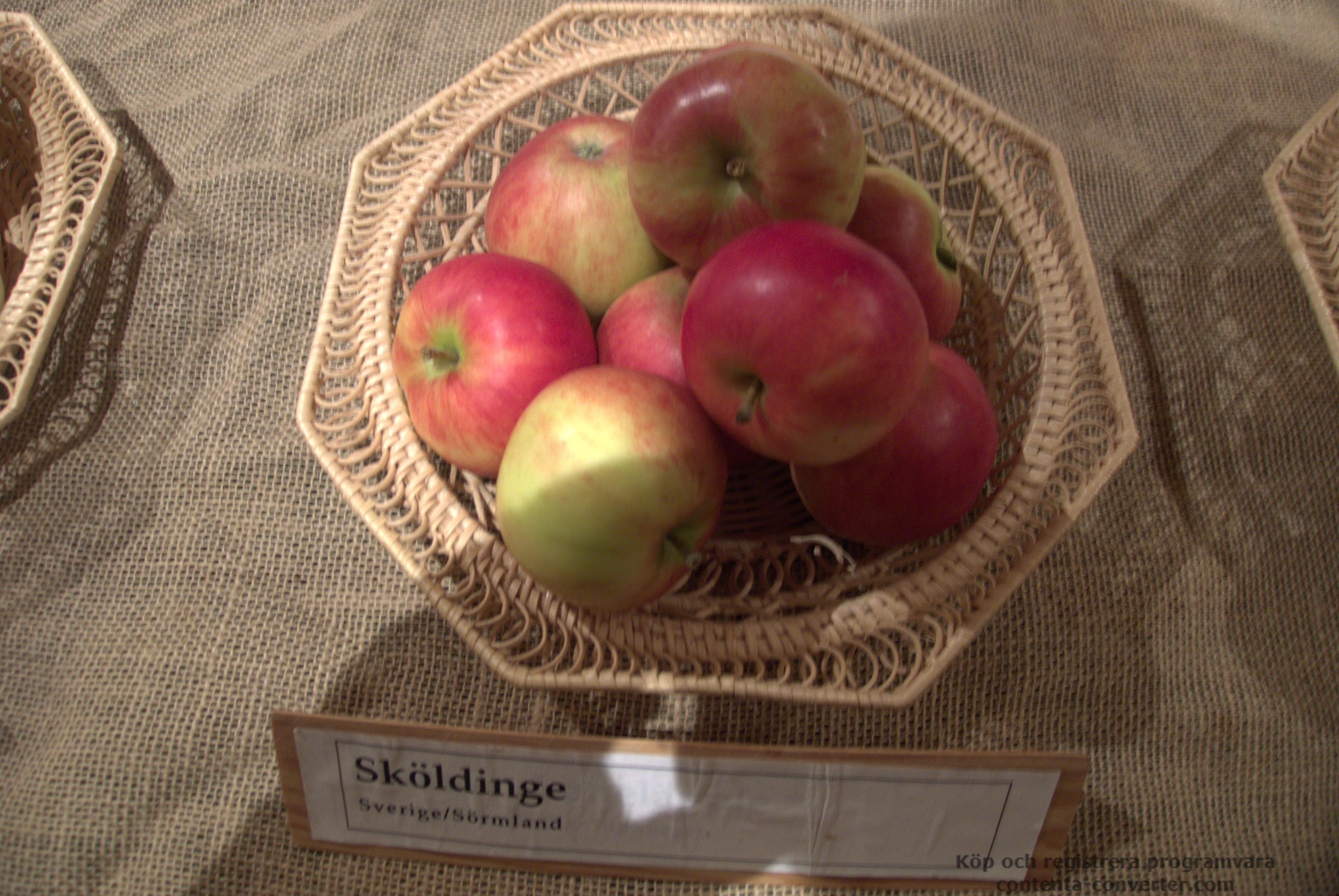
Fler Sköldinge-äpplen, på utställning i Julita gård.

Sköldinge är en äppelsort vars ursprung är Södermanland, Sverige. Äpplet är medelstort och har ett skal som är mestadels av en röd färg. Köttet är fast och saftigt - vid god mognad även syrligt. Sköldinge mognar i december och håller sig vid bra förvaring till, omkring, våren. Äpplet passar både som ätäpple såsom köksäpple. I Sverige odlas Sköldinge gynnsammast i zon 1-3.
Åsa folkhögskola i Sköldinge har ett äpple i sin logotyp.